# Mariä Himmelfahrt (Türkheim)

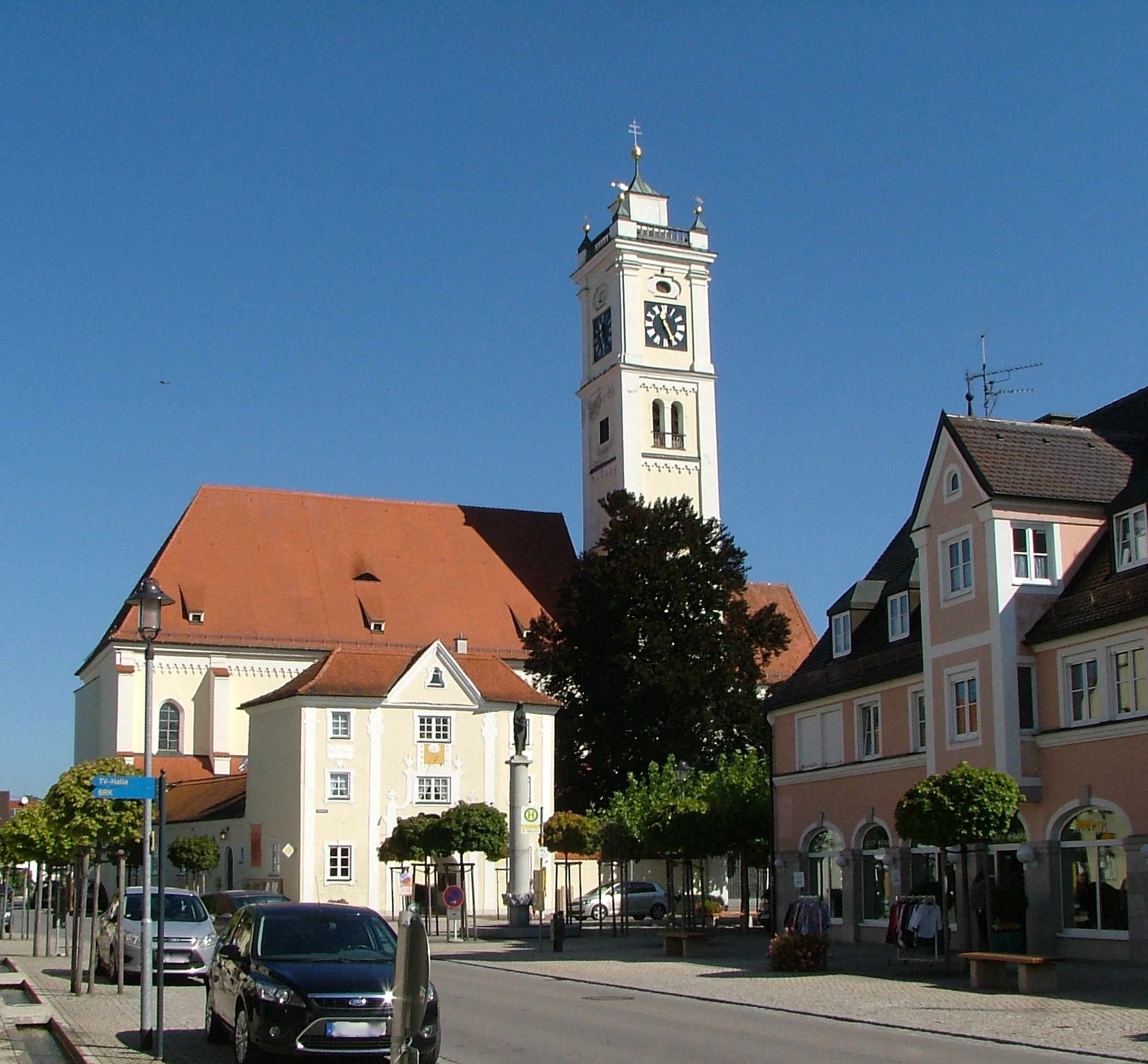
Mariä Himmelfahrt (Türkheim)

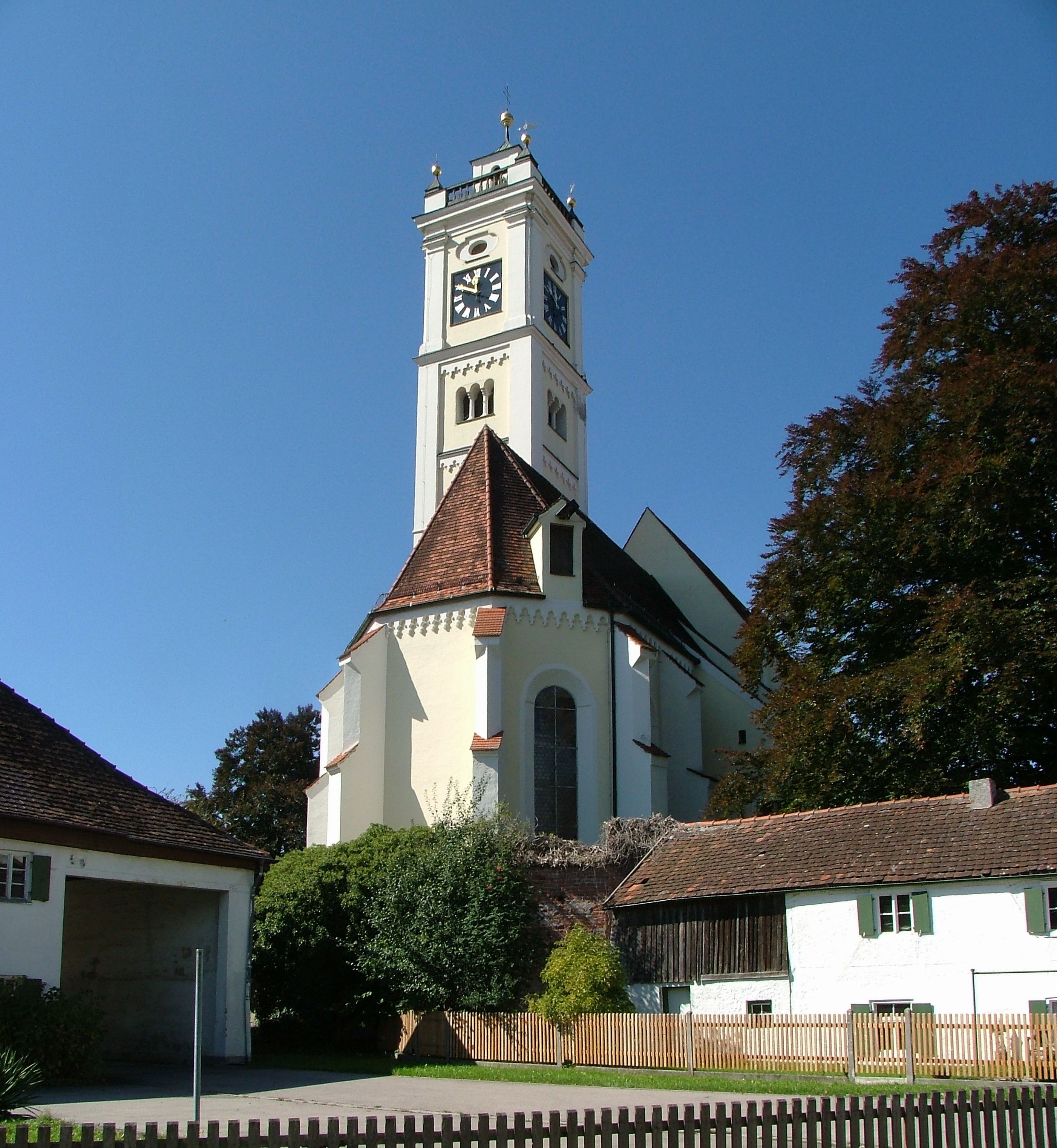
Ansicht von Osten

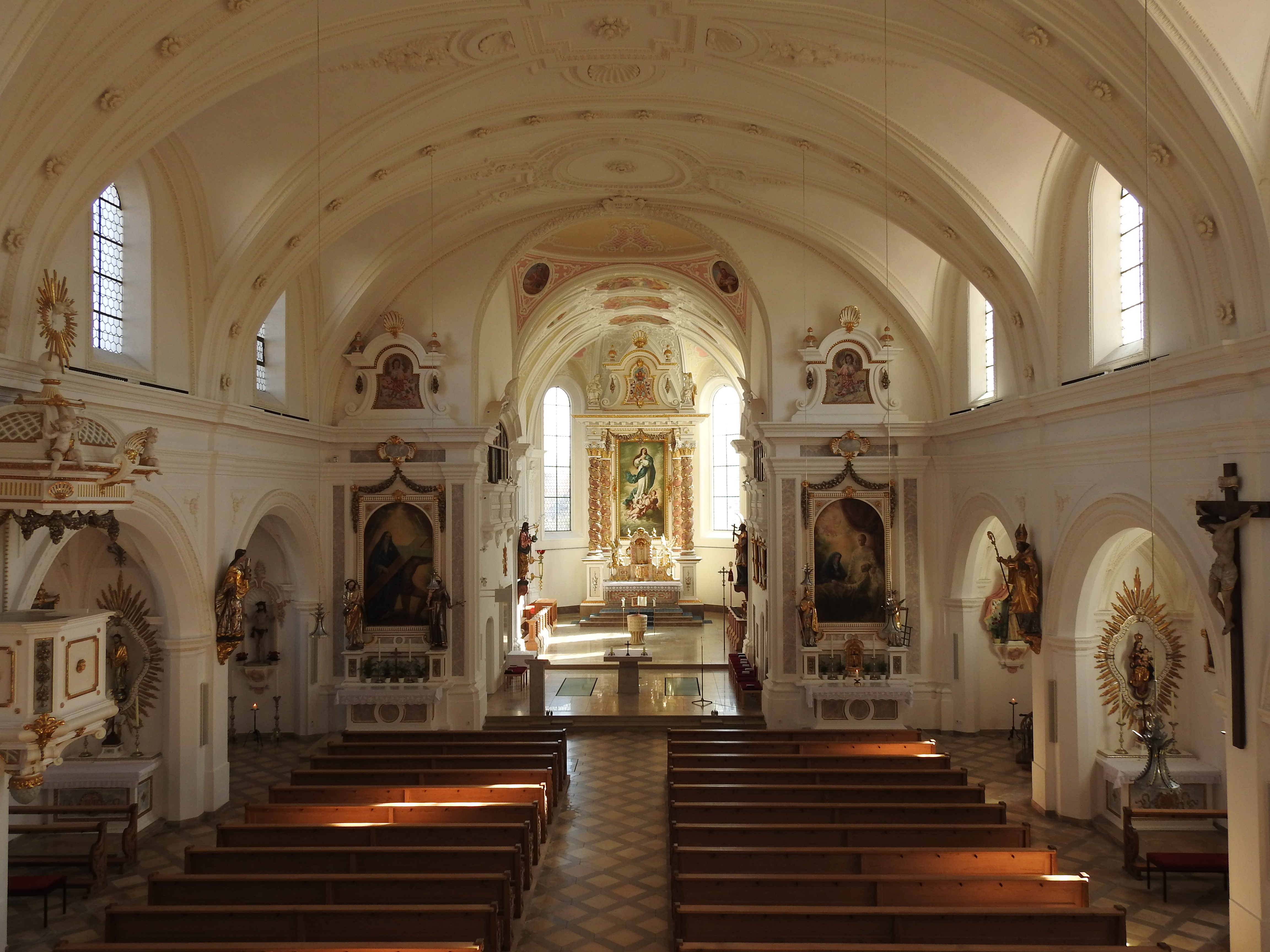
Innenansicht

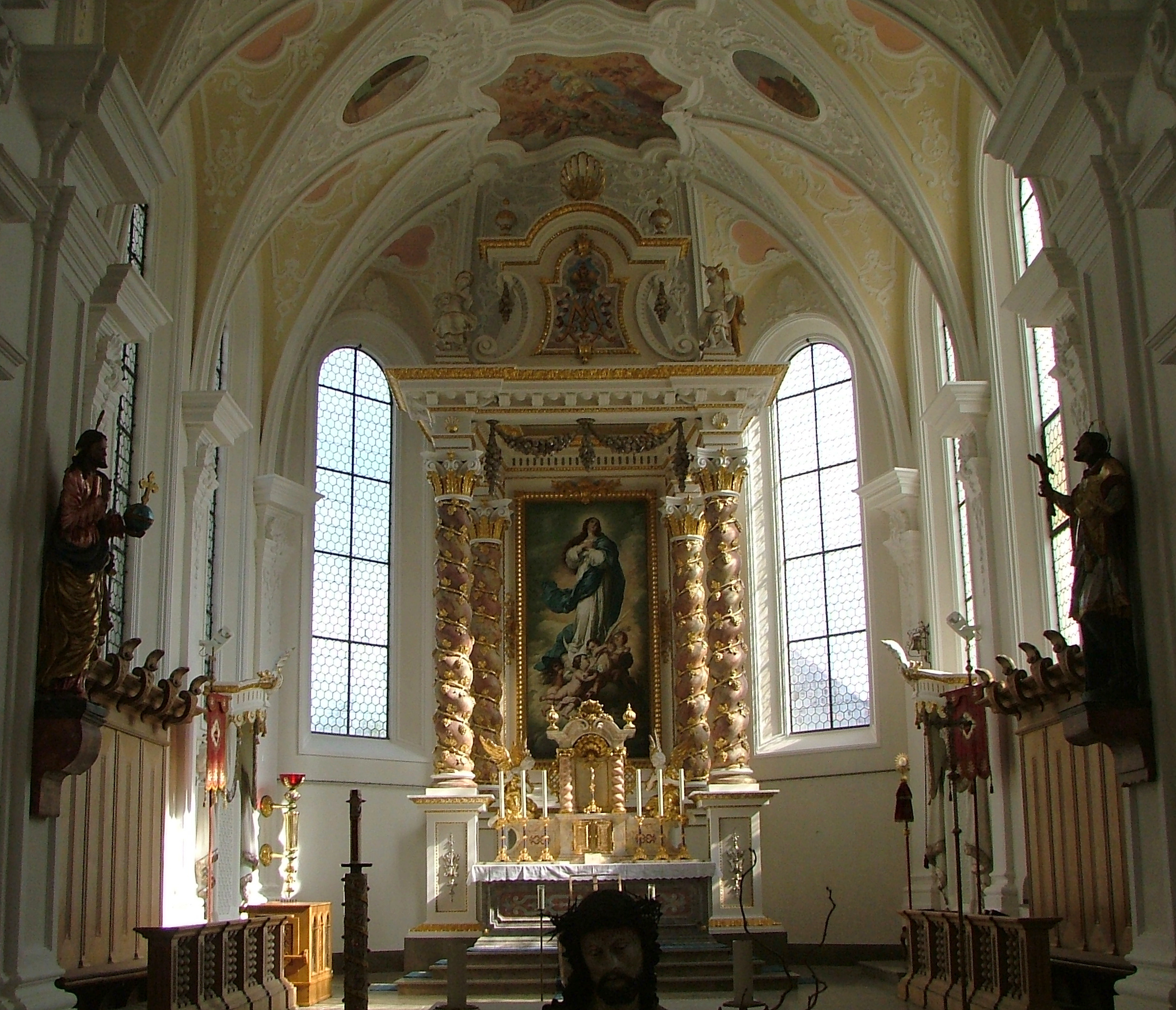
Chorraum

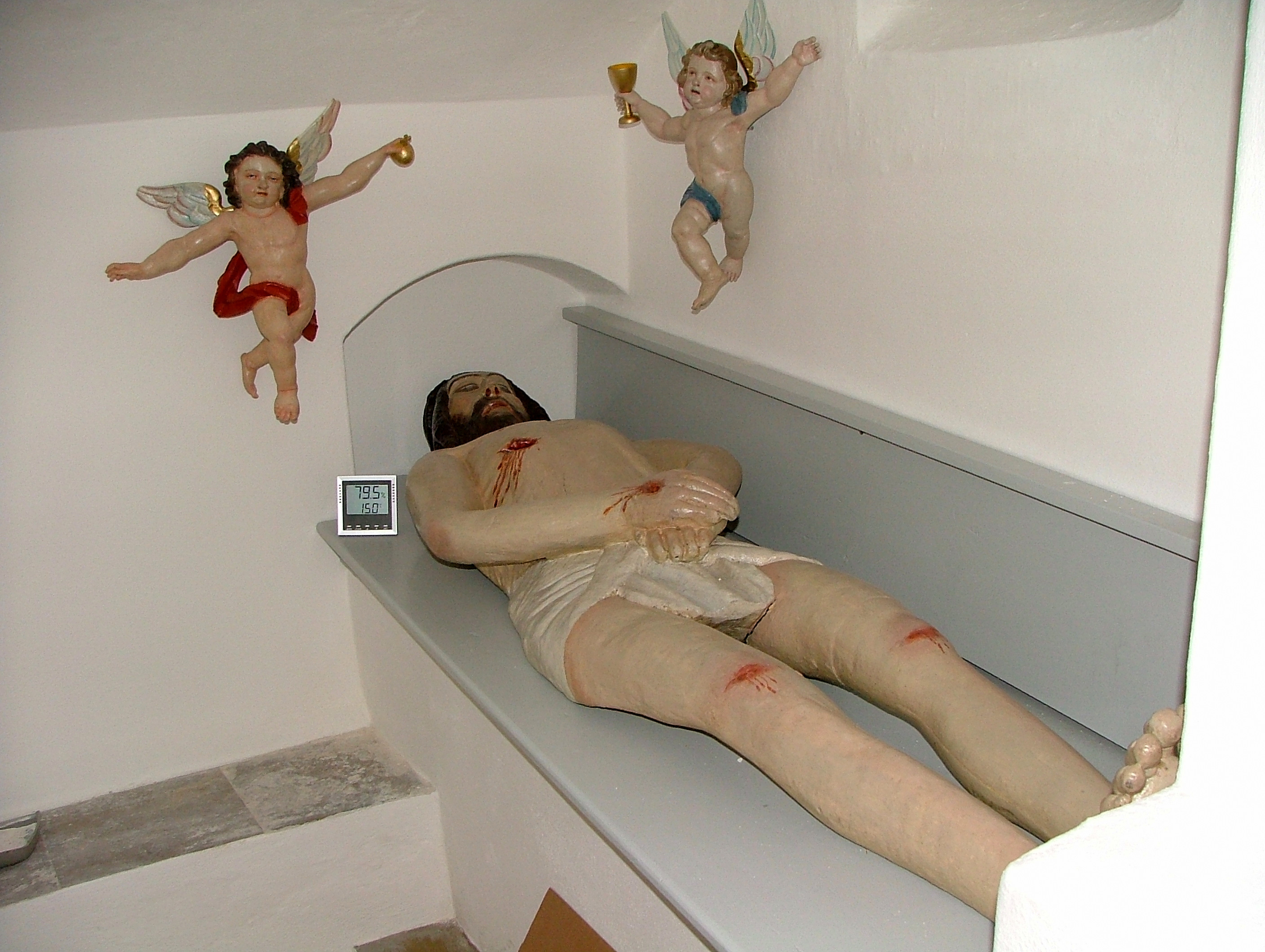
Grabchristus in der Gruft

Die römisch-katholische Pfarrkirche Mariä Himmelfahrt ist eine im Kern spätgotische, barockisierte Saalkirche in Türkheim im schwäbischen Landkreis Unterallgäu. Sie gehört zur Pfarreiengemeinschaft Türkheim im Dekanat Mindelheim des Bistums Augsburg.

## Geschichte und Architektur
Das spätgotische Bauwerk aus der zweiten Hälfte des 15. Jahrhunderts wurde 1678 durch Johann Schmuzer umgebaut und barockisiert, wobei die Langhausdecke erneuert und angeblich die Seitenkapellen zwischen den Strebepfeilern der drei östlichen Langhausjoche angebaut wurden. Im Jahr 1687 wurde der Turm durch Thomas Natter um das oberste Geschoss erhöht. Im Jahr 1732 wurden durch Michael Stiller der Chor umgestaltet und die Sakristei neu gebaut. Im Jahr 1873 wurde das Innere unter Ludwig Leybold eingreifend in neuromanischen Formen verändert. In den Jahren 1938–1947 wurde das barocke Raumbild wiederhergestellt.
Das gotisch geprägte Äußere ist durch Strebepfeiler und Kleeblattbogenfriese auf Konsolen in Lilienform einheitlich gegliedert. In halber Höhe des Langhauses wurden beiderseits Kapellenreihen erbaut, die in der jeweils zweiten Achse von Westen als rippengewölbtes Vorzeichen nach außen geöffnet sind. Von der vermutlich ursprünglich geplanten Doppelturmanlage ist nur der hochaufragende südliche Turm vollendet; die sechs unteren quadratischen Geschosse aus dem 14. Jahrhundert sind mit Deutschem Band und verschiedenen Bogenfriesen, an dem im 15. Jahrhundert erhöhten Oberteil mit Kleeblattbogenfriesen gegliedert. Der oberste Aufsatz aus der Zeit des Barock ist mit Eckpilastern gegliedert und trägt als Abschluss eine Balustrade zwischen Postamenten mit kleinen Zeltdächern; in der Mitte ist ein quadratischer Aufsatz ebenfalls mit Zeltdach angeordnet. Der quadratische Unterbau des unfertigen Nordturms stammt vermutlich aus der zweiten Hälfte des 15. Jahrhunderts und reicht bis vor den Ansatz des Langhauses; im sterngewölbten Untergeschoss ist die ehemalige Sakristei untergebracht.
Das Innere ist außergewöhnlich breit proportioniert und könnte ursprünglich als dreischiffige gotische Basilika mit Seitenkapellen ausgebildet gewesen sein, worüber jedoch keine Gewissheit besteht. Die doppelte Westempore stammt von 1823. Der Raum wird durch ein weit gespanntes, korbbogenförmiges Tonnengewölbe mit Stichkappen über einer Pilastergliederung von 1678 abgeschlossen und ist ein frühes Beispiel eine Lattendecke. Die mit Rundbogenarkaden zum Langhaus geöffneten Seitenkapellen mit geringer Tiefe sind mit Quertonnengewölben geschlossen. Der eingezogene Chor schließt sich nach Osten an, im westlichen, wegen der einspringenden Turmmauern etwas schmaleren Teil sind eine querovale, flache Pendentifkuppel von 1732 und Oratorien eingebaut, die breiteren östlichen Joche sind mit einer steilen Stichkappentonne mit dreiseitigem Schluss versehen. Unter dem Chor liegt eine tonnengewölbte Gruft.
Der Stuck der Kapellen wurde im Jahr 1678 durch Johann Schmuzer und Matthias Schmuzer dem Jüngeren ausgeführt. Die übrigen Stuckaturen stammen von 1946 und wurden im Chor nach den alten, nur in Umrissen erhaltenen Formen Stillers und Johann Michael Feichtmayer des Jüngeren von 1732, im Langhaus nach Johann Schmuzers Stuck in der Pfarrkirche Pfreimd vereinfachend rekonstruiert.
Die 1732/1733 von dem einheimischen Maler Johann Andreas Bergmüller gemalten Fresken konnten wieder freigelegt werden. Sie zeigen im Chor Themen aus dem Marienleben und marianische Symbole und in der Chorkuppel die Verehrung des Namens Jesus durch die Erdteile sowie die Kirchenväter.

## Ausstattung
Die neubarocke Ausstattung stammt aus den Jahren 1940–1948. Im Chor hängen die nazarenischen Altarbilder von Johannes Kaspar aus Obergünzburg aus den Jahren 1870/1873.
Die heutigen Seitenaltarbilder malte 1948 (Tod Josefs, rechts) und 1958 (Kreuzauffindung durch die heilige Helena, links) Gertrud Drexel aus Türkheim. In der Gruft unter dem Chor befindet sich ein Grabchristus aus der Mitte des 13. Jahrhunderts.
Vermutlich aus den Türkheimer Bildhauerwerkstätten des 18. Jahrhunderts stammen der schmerzhafte Heiland und die Mater Dolorosa auf dem Hochaltar, der Salvator sowie der heilige Nepomuk am Bogen zum Altarraum und der Kerkerheiland im nördlichen Vorzeichen (Ignaz Hillenbrand, 1740). Der Bildhauer benutzte als Vorlage hierfür ein Bild, das der Irseer Pater Magnus Remy nach der Vision der heiligen Crescentia von Kaufbeuren gemalt hatte. Der heilige Benno an einem rechten Pfeiler (Martin Beichel, um 1680) stammt aus der 1681 von Johann Schmuzer erbauten und 1807 abgebrochenen Bennokapelle.
Die Orgel ist ein Werk von Dieter Schingnitz aus dem Jahr 1999 mit 25 Registern auf zwei Manualen und Pedal.

## Umgebung
Südlich der Kirche steht eine Kriegergedächtniskapelle von 1957 mit einer darin untergebrachten Kreuzigungsgruppe von 1505/1510; die zugehörigen Assistenzfiguren werden Hans Herlin zugeschrieben.
Die Kirche steht auf einem befestigten Friedhof, dessen Mauern aus dem späten 15. Jahrhundert stammen und 1832 erneuert wurden. Der nord- und der südöstliche Eckturm sind in die Häuser Johann-Georg-Bergmüller-Straße 11 und Kirchenstraße 7 verbaut. Vollständig erhalten ist nur noch der südwestliche Turm, der den Kern des im Jahr 1789 durch Johann Georg Ege in die heutige Form gebrachten Torbaus Kirchenstraße 3 bildet. Dieser ist eine dreigeschossige Anlage zu drei Achsen, dessen breitere Mittelachse mit einem rundbogigen Tor und einem bekrönenden Dreiecksgiebel versehen wurde. An der Südseite befindet sich eine 1969 erneuerte Putzgliederung durch silhouettenartige Pilaster und geohrte Fensterrahmen, über den Fenstern sind Vasen mit Tafeln und Girlanden aufgestellt. Nach Norden schließt sich ein niedriger, 1690 erbauter Verbindungsbau zur Kirche, das so genannte Figurenhaus (Kirchenstraße 2) an, das 1805 zur Schule umgebaut und verlängert wurde.